# Das Fischkonzert
Das Fischkonzert ist ein Roman von Halldór Laxness, der 1957 in Island unter dem Titel Brekkukotsannáll erschienen ist. Im Jahr 1973 wurde er von Rolf Hädrich in Island verfilmt. In einer kleinen Rolle tritt auch der Autor auf.

## Inhalt
Der einfache Bauernhof Brekkukot liegt am Rande von Reykjavík. Dort lebt Álfgrímur Hansen bei seinen vermeintlichen Großeltern und erzählt vom Leben und den Widrigkeiten auf dem Brekkukot. Dabei wird auch das Schicksal des angeblich berühmten Sängers Garðar Hólm in die Handlung eingeflochten, der, wie sich später herausstellt, in Wahrheit Gorgur heißt und zur Familie gehört. Seine fulminante Heimkehr nach Island wird erwartet, als er aber eines Tages wirklich eintrifft, stellt sich heraus, dass Hólm auf Kosten des ortsansässigen Reeders, Danebrogsmanns und Kolonialwarenhändlers Jon Gudmunsen und dessen Sohnes, dem Großhändler und Komtur Gvendur Gudmunsen ein sehr bescheidenes Leben in Dänemark führt. Die Legende vom Weltstar Garðar Hólm, der zu Ehren seiner isländischen Heimat auf allen großen Bühnen rund um den Globus auftritt, und die von den alimentierenden Kaufleuten und Finanzmagnaten jahrelang um Hólm gewoben wurde, stellte sich als zweifelhafte PR-Maßnahme für das Geschäft der „Förderer und Mäzene“ heraus, an welcher der vermeintliche Sänger von Weltruf letztendlich zerbrach. In Wahrheit hatte Hólm nicht den leisesten Ansatz von Stimme oder Talent. Álfgrímur selbst wurde als Schuljunge vom greisen Pastor Sira Jon immer dann engagiert, wenn es sonst niemanden gab, der auf den Armenbegräbnissen sang.
Eine zentrale Schlüsselrolle des Romans weist der Autor dem hölzernen Drehkreuz zu, das den Brekkukot vom Rest der Welt trennt. Findet sich auf der Hofseite die alte, untergehende Welt des einfachen, ehrlichen und gottesfürchtigen Quappenfischers, die den Menschen im Mittelpunkt allen Denkens und Handelns sieht, so dämmert außerhalb schon der moderne frühkapitalistische Weg herauf, der den Menschen nur noch als Mittel zum Zweck betrachtet, ihn je nach Profitabilität einsetzt oder fallen lässt. Obwohl der Brekkukot in den letzten Zeilen des Romans untergeht, überlebt er dennoch gemeinsam mit seiner unantastbaren Integrität in der Person des Erzählers Álfgrímur. Laxness, der den Lebensweg Álfgrímurs gleichsam sowohl als Parallel- wie auch als Gegenentwurf zu dem Garðar Hólms anlegte, spricht damit dem ethischen Konzept des Brekkukot den Sieg zu: Im Gegensatz zu seinem Alter Ego Garðar Hólm, ließ sich Álfgrímur von Gudmunsen nämlich nicht mit einem Stipendienvertrag für das geplante Studium in Dänemark ködern, da er sich mit der Annahme der sehr verlockenden Offerte Gudmunsens unweigerlich in eine für Garðar Hólm letzten Endes tödliche Abhängigkeit von den Vertretern von Markt und Finanz begeben hätte. Gudmundsson suchte nach dem finalen Scheitern Hólms nach einem entsprechenden Substitut, das er in der Person Álfgrímurs billig gefunden zu haben glaubte. Was Gudmunsen jedoch nicht ahnte, war, dass Álfgrímur etwas besaß, das Hólm entbehrte: Die bedingungslose Liebe seiner Großeltern. Um ihm dieses Studium nämlich zu ermöglichen, hatten seine Großeltern den Brekkukot an Gudmunsen verkauft und mit diesem Opfer urchristlicher Prägung die Unabhängigkeit und damit die Zukunft Álfgrímurs gesichert. Während der korrumpierte Hólm von Sira Jon zu Grabe getragen wurde, entwickelte sich Álfgrímur Hansen mit seinem geraden, unambitionierten und unpretentiösen Wesen zu einem Schriftsteller von Weltruf, dem es gelang, seiner Heimat, dem Brekkukot mit all seinen Werten und Idealen, ein literarisches Denkmal von Dauer und Bestand zu setzen.

## Hintergrund
Das Vorbild für den Hof Brekkukot war der Hof Melkot, dort lebte auch Guðrún Klængsdóttir, die Großtante von Halldór Laxness. Seine Mutter wuchs in  Melkot auf und lernte ihren Mann Guðjón Helgason kennen. Er arbeitete auf dem Hof.